# Seznam prvních písní hitparády v Česku (2010–2019)
Rádio Top 100 Oficiální je oficiální žebříček nejlepších písniček vysílaných v České republice. Sestavuje a vydává ho IFPI Czech Republic.
Níže je uveden seznam písní, které se během let 2010 až 2019 dostaly na Rádio Top 100 Oficiálním žebříčku na první příčku.
| Vyšlo       | Skladba                               | Umělec                                                    | Počet týdnů na prvním místě |
| 2010        | 2010                                  | 2010                                                      | 2010                        |
| ----------- | ------------------------------------- | --------------------------------------------------------- | --------------------------- |
| Leden 20    | "Hotel Room Service"                  | Pitbull                                                   | 2                           |
| Únor 3      | "Bad Romance"                         | Lady Gaga                                                 | 2                           |
| Únor 17     | "Empire State of Mind"                | Jay-Z za účasti Alicia Keys                               | 1                           |
| Únor 24     | "Russian Roulette"                    | Rihanna                                                   | 1                           |
| Březen 3    | "Príbeh"                              | Tina & Rytmus                                             | 2                           |
| Březen 17   | "Empire State of Mind"                | Jay-Z za účasti Alicia Keys                               | 2                           |
| Březen 31   | "Bad Romance"                         | Lady Gaga                                                 | 1                           |
| Duben 7     | "Stereo Love"                         | Edward Maya a Vika Jigulina                               | 9                           |
| Červen 8    | "Alors on Danse"                      | Stromae                                                   | 1                           |
| Červen 15   | "If We Ever Meet Again"               | Timbaland za účasti Katy Perry                            | 1                           |
| Červen 22   | "Alors on Danse"                      | Stromae                                                   | 2                           |
| Červenec 6  | "Stereo Love"                         | Edward Maya a Vika Jigulina                               | 1                           |
| Červenec 13 | "Alors on Danse"                      | Stromae                                                   | 1                           |
| Červenec 20 | "The Radio"                           | Get Far                                                   | 1                           |
| Červenec 27 | "Alors on Danse"                      | Stromae                                                   | 1                           |
| Srpen 3     | "We No Speak Americano"               | Yolanda Be Cool a DCUP                                    | 1                           |
| Srpen 10    | "The Radio"                           | Get Far                                                   | 1                           |
| Srpen 17    | "Láska v housce"                      | Xindl X za účasti Olga Lounova                            | 1                           |
| Srpen 24    | "Alejandro"                           | Lady Gaga                                                 | 1                           |
| Srpen 31    | "We No Speak Americano"               | Yolanda Be Cool a DCUP                                    | 3                           |
| Září 21     | "Waka Waka (This Time for Africa)"    | Shakira za účasti Freshlyground                           | 1                           |
| Září 28     | "We No Speak Americano"               | Yolanda Be Cool a DCUP                                    | 5                           |
| Listopad 2  | "Helele"                              | Velile za účasti Safri Duo                                | 1                           |
| Listopad 9  | "Waka Waka (This Time for Africa)"    | Shakira za účasti Freshlyground                           | 2                           |
| Listopad 23 | "Airplanes"                           | B.o.B za účasti Hayley Williams                           | 1                           |
| Listopad 30 | "Helele"                              | Velile za účasti Safri Duo                                | 1                           |
| Prosinec 7  | "Raise Your Glass"                    | Pink                                                      | 1                           |
| Prosinec 14 | "Airplanes"                           | B.o.B za účasti Hayley Williams                           | 2                           |
| Prosinec 28 | "Helele"                              | Velile za účasti Safri Duo                                | 1                           |
| 2011        |                                       |                                                           |                             |
| Leden 4     | "Barbra Streisand"                    | Duck Sauce                                                | 2                           |
| Leden 19    | "The Time (Dirty Bit)"                | The Black Eyed Peas                                       | 1                           |
| Leden 26    | "Loca"                                | Shakira za účasti Dizzee Rascal                           | 7                           |
| Březen 16   | "Barbra Streisand"                    | Duck Sauce                                                | 1                           |
| Březen 23   | "Hello"                               | Martin Solveig za účasti Dragonette                       | 4                           |
| Duben 20    | "Hey (Nah Neh Nah)"                   | Milk & Sugar vs. Vaya Con Dios                            | 5                           |
| Květen 24   | "On the Floor"                        | Jennifer Lopez & Pitbull                                  | 1                           |
| Květen 31   | "Hey (Nah Neh Nah)"                   | Milk & Sugar vs. Vaya Con Dios                            | 6                           |
| Červenec 12 | "Just Can't Get Enough"               | The Black Eyed Peas                                       | 2                           |
| Červenec 26 | "The Lazy Song"                       | Bruno Mars                                                | 1                           |
| Srpen 2     | "Party Rock Anthem"                   | LMFAO                                                     | 1                           |
| Srpen 9     | "The Lazy Song"                       | Bruno Mars                                                | 2                           |
| Srpen 23    | "Someone Like You"                    | Adele                                                     | 2                           |
| Září 6      | "Last Friday Night (T.G.I.F.)"        | Katy Perry                                                | 1                           |
| Září 13     | "Danza Kuduro"                        | Don Omar za účasti Lucenzo                                | 8                           |
| Listopad 8  | "Hey Boy"                             | Verona                                                    | 2                           |
| Listopad 22 | "Danza Kuduro"                        | Don Omar za účasti Lucenzo                                | 1                           |
| Listopad 29 | "Půlnoční"                            | Václav Neckář & Umakart                                   | 1                           |
| Prosinec 6  | "Set Fire to the Rain"                | Adele                                                     | 1                           |
| Prosinec 13 | "Marry You"                           | Bruno Mars                                                | 1                           |
| Prosinec 20 | "Šrouby a matice"                     | Mandrage                                                  | 8                           |
| 2012        |                                       |                                                           |                             |
| Únor 14     | "Paradise"                            | Coldplay                                                  | 1                           |
| Únor 21     | "Šrouby a matice"                     | Mandrage                                                  | 3                           |
| Březen 13   | "Ai Se Eu Te Pego"                    | Michel Teló                                               | 3                           |
| Duben 3     | "Šrouby a matice"                     | Mandrage                                                  | 1                           |
| Duben 10    | "Somebody That I Used to Know"        | Gotye za účasti Kimbra                                    | 2                           |
| Duben 24    | "Čekám na signál"                     | Nightwork                                                 | 1                           |
| Květen 1    | "Somebody That I Used to Know"        | Gotye za účasti Kimbra                                    | 1                           |
| Květen 8    | "Ma Chérie"                           | DJ Antoine                                                | 2                           |
| Květen 22   | "Call Me Maybe"                       | Carly Rae Jepsenová                                       | 8                           |
| Červenec 17 | "Whistle"                             | Flo Rida                                                  | 2                           |
| Červenec 31 | "Hey Now"                             | Peter Bič Project                                         | 5                           |
| Září 4      | "Endless Summer"                      | Oceana                                                    | 1                           |
| Září 11     | "Hey Now"                             | Peter Bič Project                                         | 3                           |
| Říjen 2     | "Inzerát"                             | Kryštof                                                   | 2                           |
| Říjen 16    | "Gangnam Style"                       | PSY                                                       | 1                           |
| Říjen 23    | "Inzerát"                             | Kryštof                                                   | 3                           |
| Listopad 13 | "Skyfall"                             | Adele                                                     | 3                           |
| Prosinec 4  | "Diamonds"                            | Rihanna                                                   | 9                           |
| 2013        |                                       |                                                           |                             |
| Únor 5      | "Everything at Once"                  | Lenka                                                     | 5                           |
| Březen 12   | "I Knew You Were Trouble"             | Taylor Swift                                              | 2                           |
| Březen 26   | "Stay"                                | Rihanna za účasti Mikky Ekko                              | 1                           |
| Duben 2     | "I Knew You Were Trouble"             | Taylor Swift                                              | 3                           |
| Duben 23    | "Feel This Moment"                    | Pitbull za účasti Christina Aguilera                      | 1                           |
| Duben 30    | "Just Give Me a Reason"               | Pink za účasti Nate Ruess                                 | 5                           |
| Červen 4    | "Impossible"                          | James Arthur                                              | 1                           |
| Červen 10   | "Just Give Me a Reason"               | Pink za účasti Nate Ruess                                 | 1                           |
| Červen 17   | "Let Her Go"                          | Passenger                                                 | 1                           |
| Červen 24   | "Impossible"                          | James Arthur                                              | 1                           |
| Červenec 1  | "I Need Your Love"                    | Calvin Harris za účasti Ellie Goulding                    | 2                           |
| Červenec 15 | "C'est la vie"                        | Khaled                                                    | 2                           |
| Červenec 29 | "Under"                               | Alex Hepburn                                              | 1                           |
| Srpen 5     | "Wake Me Up"                          | Avicii za účasti Aloe Blacc                               | 4                           |
| Září 2      | "La La La"                            | Naughty Boy za účasti Sam Smith                           | 1                           |
| Září 9      | "Wake Me Up"                          | Avicii za účasti Aloe Blacc                               | 3                           |
| Září 30     | "Cesta"                               | Kryštof za účasti Tomáš Klus                              | 15                          |
| 2014        |                                       |                                                           |                             |
| Leden 13    | "Hey Brother"                         | Avicii                                                    | 6                           |
| Únor 24     | "Happy"                               | Pharrell Williams                                         | 4                           |
| Březen 24   | "Stolen Dance"                        | Milky Chance                                              | 5                           |
| Květen 5    | "Changes"                             | Faul & Wad Ad vs. Pnau                                    | 1                           |
| Květen 12   | "Rather Be"                           | Clean Bandit za účasti Jess Glynne                        | 1                           |
| Květen 19   | "Jubel"                               | Klingande                                                 | 2                           |
| Červen 3    | "Changes"                             | Faul & Wad Ad vs. Pnau                                    | 1                           |
| Červen 10   | "Addicted to You"                     | Avicii                                                    | 1                           |
| Červen 17   | "Waves"                               | Mr Probz                                                  | 2                           |
| Červenec 1  | "Hlavolam"                            | Chinaski                                                  | 1                           |
| Červenec 8  | "V blbým věku"                        | Xindl X                                                   | 4                           |
| Srpen 5     | "Budapest"                            | George Ezra                                               | 1                           |
| Srpen 12    | "V blbým věku"                        | Xindl X                                                   | 11                          |
| Říjen 28    | "Lovers on the Sun"                   | David Guetta & Sam Martin                                 | 2                           |
| Listopad 11 | "Víno"                                | Chinaski                                                  | 4                           |
| Prosinec 9  | "Boom Clap"                           | Charli XCX                                                | 1                           |
| Prosinec 16 | "When the Beat Drops Out"             | Marlon Roudette                                           | 1                           |
| Prosinec 23 | "Víno"                                | Chinaski                                                  | 4                           |
| 2015        |                                       |                                                           |                             |
| Leden 20    | "Geronimo"                            | Sheppard                                                  | 1                           |
| Leden 27    | "Take Me to Church"                   | Hozier                                                    | 6                           |
| Březen 10   | "Love Me like You Do"                 | Ellie Goulding                                            | 7                           |
| Duben 27    | "Srdcebeat"                           | Kryštof                                                   | 6                           |
| Červen 8    | "Cheerleader" (Felix Jaehn Remix)     | OMI                                                       | 2                           |
| Červen 22   | "Are You with Me"                     | Lost Frequencies                                          | 1                           |
| Červen 29   | "Firestone"                           | Kygo                                                      | 1                           |
| Červenec 6  | "Are You with Me"                     | Lost Frequencies                                          | 1                           |
| Červenec 13 | "Firestone"                           | Kygo                                                      | 1                           |
| Červenec 20 | "Don't Worry"                         | Madcon za účasti Ray Dalton                               | 1                           |
| Červenec 27 | "Firestone"                           | Kygo                                                      | 1                           |
| Srpen 3     | "Bills"                               | LunchMoney Lewis                                          | 1                           |
| Srpen 10    | "Ain't Nobody" (Felix Jaehn Remix)    | Felix Jaehn za účasti Jasmine Thompson                    | 1                           |
| Srpen 17    | "Ty a já"                             | Kryštof                                                   | 9                           |
| Říjen 19    | "Cudzinka v tvojej zemi"              | Xindl X & Mirka Miškechová                                | 7                           |
| Prosinec 7  | "Hello"                               | Adele                                                     | 11                          |
| 2016        |                                       |                                                           |                             |
| Únor 22     | "Ex's & Oh's"                         | Elle King                                                 | 1                           |
| Únor 29     | "Endless Day"                         | Verona                                                    | 2                           |
| Březen 14   | "Love Yourself"                       | Justin Bieber                                             | 3                           |
| Duben 4     | "Catch & Release"                     | Matt Simons                                               | 3                           |
| Duben 25    | "Faded"                               | Alan Walker                                               | 6                           |
| Červen 6    | "Cheap Thrills"                       | Sia                                                       | 3                           |
| Červen 27   | "I Took a Pill in Ibiza" (SeeB remix) | Mike Posner                                               | 4                           |
| Červenec 25 | "Cheap Thrills"                       | Sia                                                       | 1                           |
| Srpen 1     | "Can't Stop the Feeling!"             | Justin Timberlake                                         | 1                           |
| Srpen 8     | "Slovenský klín"                      | Chinaski                                                  | 3                           |
| Srpen 29    | "Duele el Corazón"                    | Enrique Iglesias za účasti Wisin                          | 1                           |
| Září 5      | "Ain't Your Mama"                     | Jennifer Lopez                                            | 2                           |
| Září 19     | "Slovenský klín"                      | Chinaski                                                  | 2                           |
| Říjen 3     | "Hell.o"                              | Lenny                                                     | 3                           |
| Říjen 24    | "Please Tell Rosie"                   | Alle Farben & Younotus                                    | 2                           |
| Listopad 7  | "Sofia"                               | Álvaro Soler                                              | 1                           |
| Listopad 14 | "Sing Me to Sleep"                    | Alan Walker                                               | 1                           |
| Listopad 21 | "Heathens"                            | Twenty One Pilots                                         | 3                           |
| Prosinec 12 | "Popelka"                             | Xindl X                                                   | 1                           |
| Prosinec 19 | "Lost on You"                         | LP                                                        | 5                           |
| 2017        |                                       |                                                           |                             |
| Leden 23    | "My Way"                              | Calvin Harris                                             | 1                           |
| Leden 30    | "Lost on You"                         | LP                                                        | 2                           |
| Únor 13     | "Human"                               | Rag'n'Bone Man                                            | 2                           |
| Únor 27     | "Shape of You"                        | Ed Sheeran                                                | 3                           |
| Březen 20   | "Human"                               | Rag'n'Bone Man                                            | 1                           |
| Březen 27   | "Shape of You"                        | Ed Sheeran                                                | 3                           |
| Duben 17    | "Není nám do pláče"                   | Chinaski                                                  | 1                           |
| Duben 24    | "Be Mine"                             | Ofenbach                                                  | 2                           |
| Květen 8    | "Alone"                               | Alan Walker                                               | 1                           |
| Květen 15   | "Súbeme La Radio"                     | Enrique Iglesias                                          | 1                           |
| Květen 22   | "Když nemůžeš, tak přidej"            | Mirai                                                     | 1                           |
| Květen 29   | "Súbeme La Radio"                     | Enrique Iglesias                                          | 3                           |
| Červen 19   | "Skin"                                | Rag'n'Bone Man                                            | 1                           |
| Červen 26   | "Something Just Like This"            | The Chainsmokers & Coldplay                               | 1                           |
| Červenec 3  | "Skin"                                | Rag'n'Bone Man                                            | 1                           |
| Červenec 10 | "Something Just Like This"            | The Chainsmokers & Coldplay                               | 3                           |
| Červenec 31 | "Venku je na nule"                    | Chinaski                                                  | 4                           |
| Srpen 28    | "Když Nemůžeš, Tak Přidej"            | Mirai                                                     | 1                           |
| Září 4      | "Venku je na nule"                    | Chinaski                                                  | 2                           |
| Září 18     | "There's Nothing Holdin' Me Back"     | Shawn Mendes                                              | 1                           |
| Září 25     | "Venku je na nule"                    | Chinaski                                                  | 3                           |
| Říjen 16    | "More Than You Know"                  | Axwell za účasti Sebastian Ingrosso                       | 2                           |
| Říjen 30    | "What About Us"                       | Pink                                                      | 2                           |
| Listopad 13 | "Když Nemůžeš, Tak Přidej"            | Mirai                                                     | 1                           |
| Listopad 20 | "More Than You Know"                  | Axwell za účasti Sebastian Ingrosso                       | 3                           |
| Prosinec 11 | "Words"                               | Emma Drobná                                               | 3                           |
| 2018        |                                       |                                                           |                             |
| Leden 1     | "Zůstaň tu se mnou (Za sny)"          | Kryštof                                                   | 3                           |
| Leden 22    | "Perfect"                             | Ed Sheeran                                                | 1                           |
| Leden 29    | "Zůstaň tu se mnou (Za sny)"          | Kryštof                                                   | 1                           |
| Únor 5      | "Katchi"                              | Ofenbach a Nick Waterhouse                                | 1                           |
| Únor 12     | "Perfect"                             | Ed Sheeran                                                | 1                           |
| Únor 19     | "Katchi"                              | Ofenbach a Nick Waterhouse                                | 2                           |
| Březen 5    | "Potkal jsem tě po letech"            | Chinaski                                                  | 2                           |
| Březen 19   | "Motýli"                              | Mandrage                                                  | 1                           |
| Březen 26   | "Without You"                         | Avicii                                                    | 1                           |
| Duben 2     | "Potkal jsem tě po letech"            | Chinaski                                                  | 1                           |
| Duben 9     | "Rooftop"                             | Nico Santos                                               | 1                           |
| Duben 16    | "Potkal jsem tě po letech"            | Chinaski                                                  | 1                           |
| Duben 23    | "Échame la culpa"                     | Luis Fonsi & Demi Lovato                                  | 1                           |
| Duben 30    | "For You"                             | Liam Payne & Rita Ora                                     | 1                           |
| Květen 7    | "These Days"                          | Rudimental za účasti Macklemore, Jess Glynne a Dan Caplen | 4                           |
| Červen 4    | "Zůstaň tu se mnou (Za sny)"          | Kryštof                                                   | 1                           |
| Červen 11   | "Crazy"                               | Lost Frequencies za účasti Zonderling                     | 2                           |
| Červen 25   | "Takhle tě mám rád"                   | Lucie                                                     | 1                           |
| Červenec 2  | "Sanctuary"                           | Welshly Arms                                              | 1                           |
| Červenec 9  | "Follow Your Fire"                    | Kodaline                                                  | 3                           |
| Červenec 30 | "Sanctuary"                           | Welshly Arms                                              | 1                           |
| Srpen 6     | "Remind Me to Forget"                 | Kygo za účasti Miguel                                     | 1                           |
| Srpen 13    | "Flames"                              | David Guetta a Sia                                        | 2                           |
| Srpen 27    | "Rise"                                | Jonas Blue za účasti Jack & Jack                          | 1                           |
| Září 3      | "La Cintura"                          | Álvaro Soler                                              | 1                           |
| Září 10     | "Rise"                                | Jonas Blue za účasti Jack & Jack                          | 1                           |
| Září 17     | "La Cintura"                          | Álvaro Soler                                              | 2                           |
| Říjen 1     | "Rise"                                | Jonas Blue za účasti Jack & Jack                          | 1                           |
| Říjen 8     | "Chci tančit"                         | Mirai                                                     | 2                           |
| Říjen 22    | "Connection"                          | OneRepublic                                               | 1                           |
| Říjen 29    | "Shotgun"                             | George Ezra                                               | 2                           |
| Listopad 12 | "Be Alright"                          | Dean Lewis                                                | 1                           |
| Listopad 19 | "Shotgun"                             | George Ezra                                               | 5                           |
| Prosinec 24 | "Girls Go Wild"                       | LP                                                        | 2                           |
| 2019        |                                       |                                                           |                             |
| Leden 7     | "Sweet but Psycho"                    | Ava Max                                                   | 1                           |
| Leden 14    | "Girls Go Wild"                       | LP                                                        | 2                           |
| Leden 28    | "Sweet but Psycho"                    | Ava Max                                                   | 1                           |
| Únor 4      | "Bad Liar"                            | Imagine Dragons                                           | 1                           |
| Únor 11     | "Sweet but Psycho"                    | Ava Max                                                   | 1                           |
| Únor 18     | "Fading"                              | Alle Farben a Ilira                                       | 2                           |
| Březen 4    | "Sweet but Psycho"                    | Ava Max                                                   | 2                           |
| Březen 18   | "Fading"                              | Alle Farben a Ilira                                       | 1                           |
| Březen 25   | "Let Me Down Slowly"                  | Alec Benjamin                                             | 2                           |
| Duben 8     | "Nothing Breaks Like a Heart"         | Mark Ronson za účasti Miley Cyrus                         | 2                           |
| Duben 22    | "Let Me Down Slowly"                  | Alec Benjamin                                             | 3                           |
| Květen 13   | "Power Over Me"                       | Dermot Kennedy                                            | 1                           |
| Květen 20   | "Speechless"                          | Robin Schulz za účasti Erika Sirola                       | 1                           |
| Květen 27   | "Someone You Loved"                   | Lewis Capaldi                                             | 6                           |
| Červenec 8  | "Con Calma"                           | Daddy Yankee za účasti Snow                               | 3                           |
| Červenec 29 | "SOS"                                 | Avicii za účasti Aloe Blacc                               | 2                           |
| Srpen 12    | "No Sleep"                            | Martin Garrix za účasti Bonn                              | 1                           |
| Srpen 19    | "I Don't Care"                        | Ed Sheeran a Justin Bieber                                | 2                           |
| Září 2      | "La Libertad"                         | Álvaro Soler                                              | 1                           |
| Září 9      | "Acapella"                            | Mikolas Josef za účasti Fito Blanko a Frankie J           | 1                           |
| Září 16     | "Sucker"                              | Jonas Brothers                                            | 1                           |
| Září 23     | "Señorita"                            | Shawn Mendes a Camila Cabello                             | 1                           |
| Září 30     | "Acapella"                            | Mikolas Josef za účasti Fito Blanko a Frankie J           | 1                           |
| Říjen 7     | "Sing It with Me"                     | JP Cooper za účasti Astrid S                              | 3                           |
| Říjen 28    | "Lovers Do"                           | Lenny                                                     | 1                           |
| Listoapd 4  | "Láska a data"                        | Chinaski                                                  | 2                           |
| Listopad 18 | "Señorita"                            | Shawn Mendes a Camila Cabello                             | 1                           |
| Listopad 25 | "Dance Monkey"                        | Tones and I                                               | 2                           |
| Prosinec 9  | "Láska a data"                        | Chinaski                                                  | 2                           |
| Prosinec 23 | "Dance Monkey"                        | Tones and I                                               | 3                           |